# Delia inconspicua
Delia inconspicua är en tvåvingeart som först beskrevs av Huckett 1924.  Delia inconspicua ingår i släktet Delia och familjen blomsterflugor. Inga underarter finns listade i Catalogue of Life.